# Nils Pédat
Nils Pédat (* 12. Juli 2001) ist ein Schweizer Fussballspieler.

## Karriere

### Verein
Pédat begann seine Laufbahn beim FC Gland, bevor er zur Spielzeit 2019/20 zum Drittligisten Stade Nyonnais wechselte. Bis Saisonende absolvierte er acht Partien in der Promotion League, wobei er ein Tor erzielte. Zudem kam er in der 1. Runde des Schweizer Cups zum Einsatz, Nyonnais schied schlussendlich in der 2. Runde gegen den FC Thun aus. Zur Saison 2020/21 schloss er sich dem Servette FC an. Bis zum Ende der Saison bestritt er sieben Partien für die zweite Mannschaft in der fünftklassigen 2. Liga interregional, in denen er drei Tore schoss. Am 18. April 2021, dem 29. Spieltag, gab er beim 0:5 gegen den FC Basel sein Debüt für die erste Mannschaft in der erstklassigen Super League, als er in der 68. Minute für Alex Schalk eingewechselt wurde. Dies blieb sein einziger Profieinsatz in dieser Spielzeit. Im Sommer 2021 unterschrieb er bei den Genfern einen Profivertrag bis 2022. Dies blieb sein einziger Einsatz für den Servette FC in der höchsten Schweizer Liga, ehe sein Vertrag per 30. Juni 2022 nicht mehr verlängert wurde.

### Nationalmannschaft
Pédat spielte 2015 zweimal für die Schweizer U-15-Auswahl.

## Persönliches
Nils Pédat ist der Sohn des ehemaligen Schweizer Fussballtorhüter Eric Pédat, der mit dem Servette FC Meister und Cupsieger wurde.